# ハラハラドキドキ
『ハラハラドキドキ』は、清野とおるによる日本の漫画作品。『週刊ヤングジャンプ』（集英社）にて2003年19号から48号まで連載された。単行本は全2巻で絶版だが、電子書籍では配信されている。
作者の清野とおるの弁によれば、本作は打ち切りで終了になった。最終回では全ての問題が解決することなく棚上げになったまま終了となっている。また、最終回はこれまでのストーリーからは想像もできない悲劇的なものであった。

## あらすじ
ひょんな事からお腹に人面瘡が宿ってしまった少年、水樹シゲル。そんな彼が、自らに宿った人面瘡の原、同じく人面瘡が宿ってしまった幼馴染、岡地面子を始めとする変人たちに振り回されるギャグ漫画。

## 登場人物
水樹シゲル
主人公。板橋区在住で、さえずり高校の2年B組。友人の口車に乗せられて町の変人老婆、ハトババアにちょっかいを出したばかりに人面瘡に取りつかれてしまう。
変人揃いのキャラクター達の中ではまともな常識人だが、それ故に周りの面々からは振り回されてばかりいる。
原タツノリ
シゲルのお腹に取りついた人面瘡。「アッチの世界」の4丁目出身の34歳で、妻と娘がいる。
口が悪く、妻子持ちとは思えないほどに大人げない。
実は「アッチの世界」とは練馬区の事で、それを知ったシゲルに連れていってもらい、家族と再会するが、妻は捨てられたと思って別の男と再婚し、娘もその男の方に懐いている有様だった。
岡地面子
シゲルの幼馴染で、シゲルは好意を抱いている。シゲル同様にハトババアにちょっかいを出したために人面瘡に取りつかれる。
自由奔放かつ天真爛漫な性格だが、その場の空気も脈絡も無視した破天荒な言動ばかり行ってシゲルを振り回す。人面瘡の事もその能天気な性格故に全く悩んでおらず、むしろその状況を楽しんですらいるほど。常識はずれな性格ながら割と胸が大きくて可愛いので、意外と男子からの人気はある。
名前の由来は「おかちめんこ」から。
郷ヒロ美
面子のお腹に取りついた人面瘡。「アッチの世界」の3丁目出身で、病気の母と幼い妹がいる。
自由奔放な面子に振り回されて辟易している。
叶兄弟
シゲルのクラスメイトで双子の兄弟。口元に黒子があるが、左側にあるのが兄で、右側にあるのが弟。シゲルを口車に乗せてハトババアにちょっかいを出させた張本人。34話で烏に悪戯をしたばかりに兄の方は烏にさらわれてしまう。清野とおるは「兄の事は連載があと半年以上続いたらネタを考える」と言っていたが、その直後に連載が終了してしまったので、結局兄がどうなったのかは不明のままである。
肉山
シゲルのクラスメイト。全身がボディービルダーのように鍛え上げられた体格をしているが、非常に小心な臆病者で、いざという時には何もできず、クラスメイトからも「見掛け倒し」と馬鹿にされている。
そんな周囲に嫌気が差して校舎から飛び降りてしまうが（実際は屋上から飛び降りようとしたものの、弱気が顔を出して躊躇してしまうが、スカイフィッシュがぶつかった不可抗力で落っこちてしまった）、重傷を負いつつも一命は取り止める。その事でクラスメイトから一度は見直されたが、それも長くは続かなかった。
白田アーサー
シゲルの同級生で2年D組の生徒。同じクラスの不良にハトババアに悪戯を強要されたばかりに、犬と顔と体を入れ替えられて人面犬にされてしまう。
尚、彼の体に犬の顔がついた方は、サーカスの看板スターとなっている。
わいせつ3年生
おっぱいをこよなく愛する3年生の3人組で、男女構わずおっぱいを触りまくる。
志賀スカオ
シゲルのクラスメイトで嘘ばかりつく問題児。普段が普段な為にいざという時本当の事を言っても誰も信じてくれない。
自分を唯一相手にしてくれた面子に、「存在自体が嘘なんだ」と告白後、姿を消す。それ以降、彼の存在は面子以外誰も知らなかったのだった。
ネ子
シゲルの同級生。貧乳。猫のような顔立ちが特徴で、猫の耳のカチューシャをしている。男子に割と人気がある面子に嫉妬している。
ネズ美
シゲルの同級生でネ子の友達。胸は普通にある。鼠のような顔立ちが特徴で、鼠の耳のカチューシャをしている。この漫画の中では割かしまともな性格で、面子に嫉妬するネ子を心配するなど友達思い。
亜井うえ雄
シゲルのクラスメイトでクラス一の秀才。面子の部屋を覗き見していて偶々シゲルと面子のお腹に人面瘡がある事を知ってしまう。それをネタに2人を脅して奴隷としてこき使う（面子はこき使われている自覚無し）が、学校の屋上で面子の胸を見世物にしたのが原因で、面子が何時の間にか手懐けたスカイフィッシュによって屋上から落とされ死亡。
その後、幽霊として再登場したが、面子にしか見えなかった。
彳先生
「ぎょうにんべんせんせい」と読む。さえずり高校の教師。生徒と同様にメチャクチャな性格。
裸撫野先生
「らぶのせんせい」と読む。さえずり高校の教師。数学の数式に見立てた愛の授業を行う。
ハトババア
シゲルの町に生息する変人老婆。ペーニスからは「ナターシャ」と呼ばれている。夕方位になると何処からともなく土手に現れ、鳩に餌を与えている。呪いをかける力があるようで、シゲルと面子のお腹に人面瘡を宿し、白田アーサーを人面犬にした張本人である。
ペーニスの「半分嘘で半分本当の証言」によれば、彼女は元は強力な白魔術師で、60年前に練馬区を支配していた魔物をその力で全滅させて英雄として称えられたものの、月日が流れるうちにその力を気味悪がられて町を追い出され、60年後に戻ってきたときには黒魔術師になっていたらしい。
この漫画のキーパーソン的存在でありながら、登場したのは第一話のみで、それ以外は回想でしか登場しなかった。
ペーニス
シゲルの町に住む老人で自称白魔術師。ハトババアとは昔からの知り合い。陰茎のような頭をしている。ハトババアとは対照的に白魔術師としての実力は低く、使える技は頭から液体を放出する「チポーン」だけで、60年前の魔物退治の時にも全く役に立たなかった。
国民年金を払っていなかった為、かなりの生活苦を強いられている。
この漫画のメインキャラであるが、何の関係も無いシーンにかなりの頻度でモブキャラとして登場している。
せつ子
原の妻。原に捨てられたと思って別の男と再婚してしまった。
由子
原の娘。戻ってきた原よりも、新しい父親のほうに懐いていた。
強盗
シゲルの通う学校を、銀行と間違えて乗り込んできた二人組。シゲルと面子を人質に取って屋上に立てこもるが、偶々飛んできたスカイフィッシュにぶつかって屋上から転落して死亡。
その後、幽霊として学校に住み着いている。
覗き魔
シゲルと面子の入浴シーンを覗いてしまい、面食らっていた。

## 書誌情報
- 清野とおる『ハラハラドキドキ』集英社〈ヤングジャンプコミックス〉、全2巻
  1. 2003年10月17日発売、ISBN 4-08-876515-X
  2. 2004年2月19日発売、ISBN 4-08-876569-9